# Suzanne Somers
Suzanne Somers (født Suzanne Marie Mahoney 16. oktober 1946, død 15. oktober 2023) var en amerikansk skuespiller, forfatter og sanger, bedst kendt for sine tv-serie-roller som Chrissy Snow i Three's Company (89 episoder, 1977-1981) og som Carol Lambert i Kaos i familien (orig.: Step by Step) (160 episoder, 1991-1998) .